# Świdnica (Lubusz)
Pour les articles homonymes, voir Świdnica (homonymie).
Świdnica (prononciation : [ɕfidˈnit͡sa] ; en allemand : Schweinitz) est un village polonais dans le powiat de Zielona Góra de la voïvodie de Lubusz, dans l'ouest du pays. C'est le siège administratif (chef-lieu) de la gmina de Swidnica.

## Géographie
Le village est situé dans le nord-ouest de la région historique de Basse-Silésie. Il se trouve à neuf kilomètres au sud-ouest de Zielona Góra (siège du powiat et de la diétine régionale de Lubusz).

## Histoire

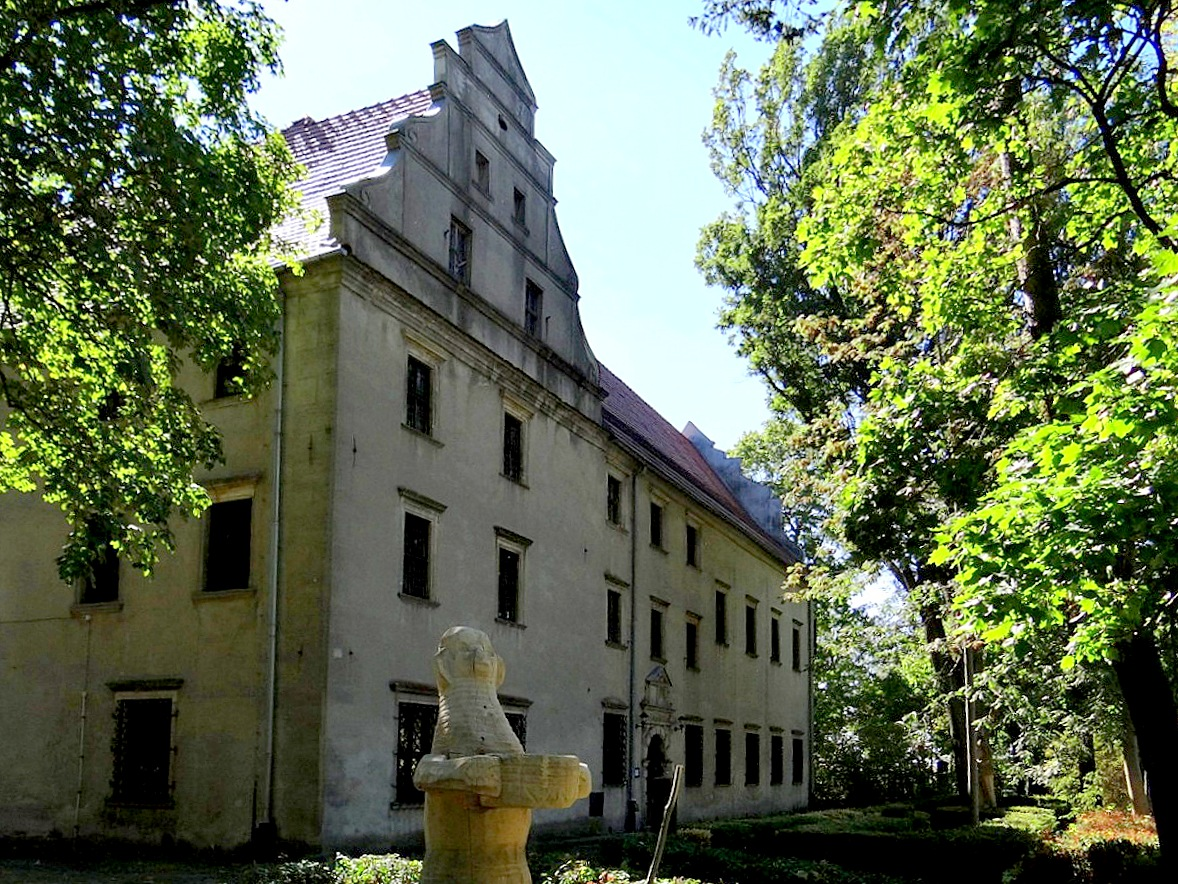
Manoir de Świdnica.

Le lieu de Sweydenitcz est mentionné pour la première fois en 1484, lorsqu'il appartenait au duché de Liegnitz, un fief de la couronne de Bohême sous la domination des Piast silésiens. En 1514, le roi Vladislas Jagellon concéda à Schweinitz le privilège urbain, mais on ne garde pas longtemps ce droit. 
Après l'extinction de la lignée ducale, en 1675, le fief en déshérence revint à la couronne de Bohême. En 1742, après la première guerre de Silésie, l'ancien duché comme la plupart de la Silésie est annexé par le royaume de Prusse et les habitants obtinrent l'autorisation d'édifier une église protestante. De 1815 jusqu'en 1945, Schweinitz est incorporé à l'arrondissement de Grünberg-en-Silésie dans le district de Liegnitz au sein de la Silésie prussienne.
Après la Seconde Guerre mondiale, avec les conséquences de la conférence de Potsdam et la mise en œuvre de la ligne Oder-Neisse, le village est intégré à la république de Pologne. La population d'origine allemande est expulsée et remplacée par des colons polonais.
De 1975 à 1998, le village appartenait administrativement à la voïvodie de Zielona Góra. Depuis 1999, il appartient administrativement à la voïvodie de Lubusz.